# Wanda Myzielsky
Wanda Myzielsky é uma escritora brasileira.

## Prêmio Jabuti
Ganhou o Prêmio Jabuti de literatura infantil com o livro Zuzuquinho: um elefante de pano conta sua história, em 1965.